# Парламентские выборы в Бенине (2019)
Парламентские выборы 2019 года в Бенине прошли 28 апреля.

## Избирательная система
На парламентских выборах избираются 83 депутата по 24 многомандатным округам, которые основаны на 12 департаментах Бенина. Места распределяются согласно пропорциональному представительству.
В июле 2018 года был принят новый Избирательный кодекс, по которому на общенациональных выборах был введён 10%-й избирательный барьер для вхождения в парламент. Кроме этого, избирательный залог был увеличен с 8,3 млн до 249 млн франков КФА. Реформа была проведена для уменьшения количества политических партий, которых насчитывалось около 200.

## Предвыборная кампания
В связи с новым избирательным барьером, перед выборами было сформировано несколько блоков, в том числе блок, состоящий из партий, поддерживающих президента, и оппозиционный блок, в который вошла крупнейшая парламентская партия Силы каури за возрождающийся Бенин (FCBE). Несмотря на призыв лидера FCBE и бывшего президента Томаса Бони Яйи к единству оппозиционных партий, первоначально, некоторые оппозиционные партии, включая Партию демократического обновления, были настроены на независимое участие. Однако, 16 января 2019 года было объявлено, что оппозиция сформирует единый блок.
Тем не менее, было зарегистрировано только два пропрезидентских альянса: Республиканский блок и Прогрессистский союз, поддерживающих Патриса Талона. Избирательная комиссия отказала в регистрации 5 оппозиционным группам, включая Партию демократического обновления, Силы каури за возрождающийся Бенин, Союз за развитие Бенина, Моэль-Бенин и Социально-либеральный союз.

## Предварительные результаты
| Партия | Партия                              | Голоса    | %     | Мест | +/- |
| --- | ----------------------------------- | --------- | ----- | ---- | --- |
| | Прогрессистский союз                | 645 214   | 56,22 | 47   | +47 |
| | Республиканский блок                | 502 411   | 43,78 | 36   | +36 |
| Недействительных/пустых бюллетеней                                                                                           | Недействительных/пустых бюллетеней  |           | -     | -    | -   |
| Всего | Всего                               |           | 100   | 83   | -   |
| Зарегистрированных избирателей/Явка                                                                                          | Зарегистрированных избирателей/Явка | 1 147 625 | 22,99 | -    | -   |
| Источники: RFI Архивная копия от 1 мая 2019 на Wayback Machine;Jeune Afrique Архивная копия от 1 мая 2019 на Wayback Machine |                                     |           |       |      |     |